# Elecciones municipales de 2011 en La Coruña
De acuerdo con lo establecido por la Ley Orgánica del Régimen Electoral General (LOREG), el 22 de mayo de 2011 (cuarto domingo de mayo), se celebraron en España elecciones municipales,en Coruña se renovaron 27 concejales. El 29 de marzo fue publicado en el BOE el Decreto de convocatoria electoral.De acuerdo con lo establecido por la Ley Orgánica del Régimen Electoral General (LOREG), por método d'hont con un umbral del 5%